# Kruthus

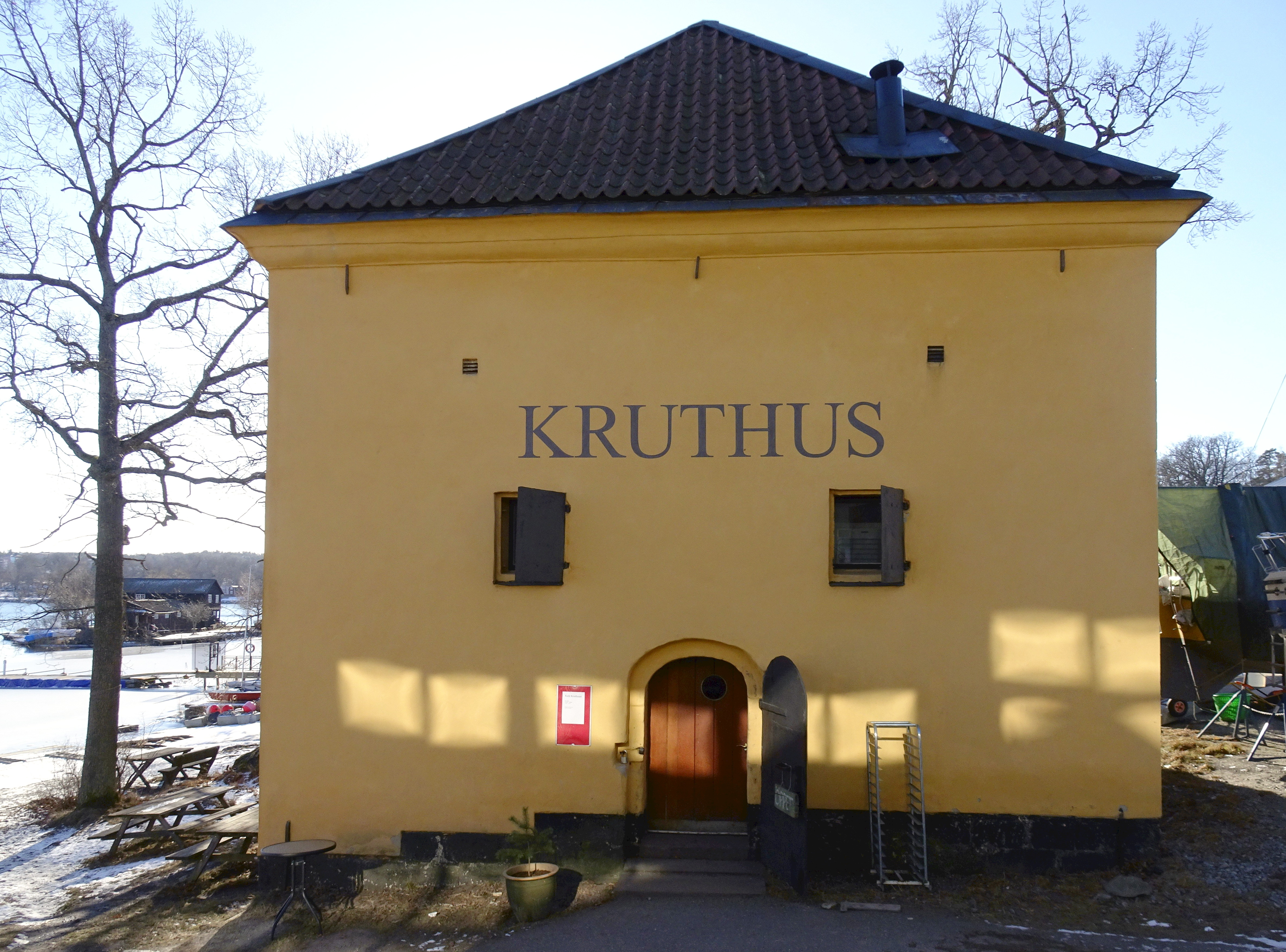
Kruthuset på Hundudden.

Ett kruthus var i äldre tider en byggnad anpassad för lagring av sprängmedel. 
Kruthusen låg avskilda från andra hus och bodar för att minska riskerna för antändning och explosion. I de militära kruthusen förvarades ammunition och krut, medan civila kruthus innehöll sprängmedel som användes för utsprängning av gruvgångar. Exempel på militära kruthus är Kruthuset på Hundudden, Södra Djurgården, Stockholm och kruthusen på Mjölnarholmen och Ljungsskär på var sida om Karlskronas stadskärna på Trossö. Bland civila kruthus kan nämnas Kruthuset i Dalkarlsbergs gruva.